# 오가즈모
오가즈모(Orgazmo)는 미국에서 제작된 맷 스톤 감독의 1997년 SF, 코미디 영화이다. 다이안 베차 등이 주연으로 출연하였고 프랜 루벨 커즈 등이 제작에 참여하였다.

## 출연

### 주연
- 다이안 베차

## 제작진
- 의상: 크리스틴 애낵커
- 배역: 케이티 월린
- 배역: 톰 크론